# Савельевка (Амурская область)
Саве́льевка — село в Белогорском районе Амурской области, Россия.
Входит в Лохвицкий сельсовет.

## География
Село Савельевка расположено к юго-западу от районного центра города Белогорск, рядом с автодорогой областного значения Белогорск — Благовещенск, между перекрёстками к с. Лохвицы (к северу) и к с. Успеновка (к югу).
Расстояние до Белогорска (на северо-восток по автодороге областного значения Белогорск — Благовещенск, через Пригородное) — около 45 км.
Расстояние от села Савельевка до административного центра Лохвицкого сельсовета села Лохвицы — около 9 км.

## Население
| 2002 | 2010 | 2012 | 2013 | 2014 | 2015 | 2016 |
| ---- | ---- | ---- | ---- | ---- | ---- | ---- |
| 125  | ↘113 | ↘111 | ↘107 | ↗110 | ↗121 | ↘113 |
| 2017 | 2018 |      |      |      |      |      |
| ↘111 | →111 |      |      |      |      |      |

По данным переписи 1926 года по Дальневосточному краю, в населённом пункте числилось 24 хозяйства и 119 жителей (62 мужчины и 57 женщин), из которых преобладающая национальность — украинцы (16 хозяйств).

## Инфраструктура
- Сельскохозяйственные предприятия Белогорского района.